# Barein jezik
Barein jezik (ISO 639-3: bva; baraïn, guilia, jalkia), afrazijski jezik istočnočadske skupine, kojim govori 4 100 ljudi (1993 census) u čadskoj regiji Guéra na području departmana Bahr Signaka. Barein govornici služe se i čadskim arapskim [shu].
Postoje četiri dijalekta: jalkia, guilia, sakaya (dagne, jelkin) i komi.

## Vanjske poveznice
- Ethnologue (14th)
- Ethnologue (15th)